# 东日流外三郡志
东日流外三郡志是一部偽書，該書记载了包括青森縣、岩手县和秋田县在内的古代史日本东北地方以及北東北地区未被古事記和日本書紀記載的历史 。不過由於該書和考古證據抵觸的地方太多，而且書內還有很多現代日语詞彙，学术界認定該書為偽書。該書的作者被認為是居住在青森县五所川原市的和田喜八郎。1970年代，和田喜八郎在改造自家住宅時聲稱發現了這本古代文獻。